# ゴールデン・ワイド
ゴールデン・ワイドは、TBSラジオで1972年〜1985年のナイターオフ期の平日夜に放送していたラジオ放送枠。

## 第1期
1972年のナイターオフ期の平日19:00～21:00の2時間ワイド番組として編成
- 月曜 = 愛川欽也、平野レミ
- 火曜 = 牧伸二、一谷伸江
- 水曜 = 月の家円鏡、林マキ
- 木曜 = 笑福亭仁鶴、坂本スミ子
- 金曜 = 野沢那智、天地総子

## 第2期
- 1973年から1985年のナイターオフ期から平日20:00～21:00に編成[3]。但し、1979年10月期は30分繰上げ、19:30～20:30に編成[4]
- 1980年10月期には5分短縮し、終了時間が20:55に変更[5]

- 月曜
  - 芥川隆行「演歌の世界」
  - 淀川長治「ラジオ名画劇場」（1974年期～1980年期）※インナートリップの霊友会1社協賛（のちのラジオ図書館にも引き継ぎ）[6]
  - ラジオ図書館（1981年期～）[7]

- 火曜
  - 森繁久弥「わがこころの唄」
  - 八木誠「ザ・ディスク」（1974年10月）
  - 八木誠「世界のスーパースター」（1975年10月）[8]
  - 坂上二郎の演歌・わが心の歌 ※ここから1983年期まで佐川急便一社提供（1976年10月）[9]
  - 北島三郎「サブちゃんの演歌街道まっしぐら」（1977年期～1983年期）[10]
  - ドンと文珍・とびきりナイト（桂文珍・斉藤ゆう子 1984年期）[11]
  - 歌・そして…めぐり逢い（五木ひろし 1985年期）[12]

- 水曜
  - 淀川長治「ラジオ名画劇場」
  - 芥川隆行 うたごころ（1974年期）
  - 渥美清「ラジオにて発します」（1975年期）
  - 永六輔「六輔七転八倒」（1976年期～1983年期）
  - 日本列島盛り場ヒット情報（小林繁・菅原牧子 1984年期）
  - 日本列島おもしろヒット情報（小林繁・菅原牧子 1985年期）

- 木曜
  - 八木誠「ショー・オブ・ザ・ワールド」
  - ラジオ寄席（1974年期～）

- 金曜
  - 山本学「ヨーロッパと私」
  - 「パーソナリティースペシャル26」（1974年期）
  - 鈴木明・野沢那智「“ヒューマンドキュメント”歌は世界をめぐる」（1975年期）
  - プロ野球40年 名勝負夜話（水原茂・寺内大吉 1976年期）
  - 野球はドラマだ!（牧野茂・渡辺謙太郎 1977年・1978年期）
  - ラジオスコープ（黒井千次 1979年期）※ここから1982年期まで日立一社提供
  - ソングコレクション（岸田智史・杉田かおる(1981年期) 1980年期・1981年期）
  - 日立ミュージックシティ（1982年期）[13]
  - 武田鉄矢の金八ラジオ（1983年期・1984年期）[14]
  - 週刊トーク～アッコとバンちゃん～（板東英二・和田アキ子 1985年期）

## 第3期
1990年度のナイターオフ期の月曜〜木曜の20:00〜20:55に編成
- 月曜 - 沢口靖子・音楽の玉手箱
- 火曜 - 都はるみ・歌は世界を巡る
- 水曜 - 宮崎美子のシネマ・グラフィティ
- 木曜 - 南野陽子・セピア色のメロディ[15]

## 同時ネット局
いずれの局も、当レーベルが編成されていた時期には、テレビ放送部門を保有する「ラ・テ兼営局」であった。
- TBS（制作局、現：TBSラジオ）
- 北海道放送
- 中部日本放送（現:CBCラジオ）
- 朝日放送（ABC、現:朝日放送ラジオ）
- RKB毎日放送
  - 『日本列島盛り場ヒット情報』『日本列島おもしろヒット情報』では、北海道放送が札幌市・中部日本放送が名古屋市・朝日放送が大阪市・RKB毎日放送が福岡市の盛り場からの生中継を担当。各局のリポーター（中部日本放送：アナウンサーの島津靖雄、朝日放送：ラジオパーソナリティの土谷多恵子）が、現地での有線リクエストでの人気曲や話題曲を紹介していた。

### 近畿広域圏でのネット状況
近畿広域圏ではABCと毎日放送（現:MBSラジオ）がJRNに加盟していて、当レーベルが編成されていた時期には、MBSも「ラ・テ兼営局」であった。その一方で、両局のテレビ放送部門では、1975年3月30日（月曜日）にネットチェンジを実施。これを機に、近畿広域圏におけるTBS（テレビ）系列の加盟局がABCからMBSへ移行した。以上の事情から、当レーベルの編成やレーベル内番組のネットについては、他地域のネット局と異なる対応が為されていた。
- ABCでは、第2期の1976年度から1985年度まで、当レーベル内の番組を年度下半期に同時ネット。ただし、「ABCゴールデン・ワイド」という独自のレーベル名を冠していたほか、一部の曜日（1976年度から1980年度までは木曜日→1981年度から1985年度までは月・木曜日）の放送枠を自社制作番組に充てていた。1986年度の下半期から『歌謡大全集』（1985年度まで年度下半期限定で19時台に編成されていた自社制作番組）の生放送を20時台にまで延長したため、第3期では全曜日でネットを見送っている。
- TBSは1974年度から1980年度まで『淀川長治・ラジオ名画劇場』を通年（年度上半期は単独）で放送していたが、ABCでも、「ABCゴールデン・ワイド」を初めて設ける前（1975年度）に『 - ラジオ名画劇場』を遅れネット方式で通年放送。上半期には毎週日曜日の22:00 - 23:00、下半期には毎週土曜日の20:00 - 21:00に放送枠を編成していた（当該項で詳述）。その一方で、1976年度から1980年度までは、『 - ラジオ名画劇場』を年度下半期（「ABCゴールデン・ワイド」内での編成分）に限って同時ネットで放送。
- 1983・1984年度の「ABCゴールデン・ワイド」では、金曜日に『武田鉄矢の金八ラジオ』の同時ネットを実施していた。その一方で、『金八ラジオ』の母体に当たる『3年B組金八先生』（TBSのテレビ放送部門が制作していた武田主演の連続ドラマ）は、1979年の第1シリーズから一貫してMBS（当時のテレビ放送部門）で放送されていた。
- 1981年度から通年で放送されていた『ラジオ図書館』については、ABCが同年度のみ、単独番組として毎週日曜日の17:00 - 18:00に編成。近畿広域圏におけるネット局がMBSに変更された1982年度以降も、単独番組扱いによる時差ネットが番組自体の終了（1996年9月）まで続けられていた（当該項で詳述）。